# Route nationale 312
Die Route nationale 312, kurz N 312 oder RN 312, war eine französische Nationalstraße. Sie wurde 1933 als Straße zwischen Rouen und Le Havre festgelegt. Ein Teilabschnitt geht auf die Gc81 zurück. Im gleichen Jahr noch wurde sie von der N182 übernommen und dann aus einem Teil der N180A, sowie kompletten N180B zwischen Fiquefleur-Equainville und Toutainville eine andere N312 festgelegt. 1973 wurde diese Führung abgestuft. 1978 wurde die N112A, die Südumgehung von Agde, in N312 umgenummert. 1982 erfolgte die Verlängerung der N312 bis zur Anschlussstelle 34 der A9 und 1985 wurde die durch Agde verlaufende N112 auf die Umgehungsstraße verlegt, sodass die N312 verkürzt wurde. 2006 erfolgte die Abstufung der restlichen Straße zu D612A.

## N312a
Die N312A war von 1933 bis 1959 ein Seitenast der N312, der in Berville-sur-Mer von dieser abzweigte und durch den Ort zum Seineufer verlief, wo sich ein Fähranleger befand. Mit der Eröffnung der Pont de Tancarville wurde die Fähre eingestellt und die Straße zur Kommunalstraße abgestuft. Die Fähre verband die N312A mit der N182B. Die N312A entstand aus einem Teil der N180A, die 1933 festgelegt und wieder aufgelöst wurde.